# Marielle Bolier
Marielle Bolier (Mary S.E. Vet-Bolier) (1942) is een Nederlands modeontwerpster die bekend werd in de jaren zeventig van de twintigste eeuw vanwege haar badmode. Ze introduceerde de "minikini", een eigen interpretatie van de bikini.
Begin jaren negentig ontving zij de Max Heymans-ring, een oeuvreprijs van de Nederlandse Vereniging van Modejournalisten voor mensen die een belangrijke bijdrage hebben geleverd aan mode in Nederland.
Marielle Bolier is getrouwd met Eddy Vet en ze hebben een dochter.